# 稲山博司
稲山 博司（いなやま ひろし、1959年3月5日 - ）は、日本の総務官僚。総務省大臣官房総括審議官や、消防庁長官、内閣官房まち・ひと・しごと創生本部事務局地方創生総括官等を経て、全国市長会事務総長。

## 人物・経歴
徳島県名東郡国府町（現徳島市国府町）出身。徳島市立高等学校を経て、1983年東京大学法学部卒業、自治省入省。行政局行政課兼大臣官房総務課配属。
1994年4月広島県総務部財政課長。2008年6月群馬県副知事。2010年9月総務省自治財政局交付税課長。2012年総務省大臣官房参事官兼大臣官房企画課政策室長。2014年総務省自治行政局選挙部長。2015年7月総務省大臣官房総括審議官（政策評価・選挙制度改革・政策企画担当）。2017年消防庁長官。2018年8月内閣官房内閣審議官（内閣官房副長官補付）兼まち・ひと・しごと創生本部事務局地方創生総括官。2019年7月5日退官。
同年11月あいおいニッセイ同和損害保険株式会社顧問。2020年全国市長会事務総長。